# Guaranyperla nitens
Guaranyperla nitens är en bäcksländeart som beskrevs av Froehlich 2001. Guaranyperla nitens ingår i släktet Guaranyperla och familjen Gripopterygidae. Inga underarter finns listade i Catalogue of Life.